# Campionato africano maschile di pallavolo 1967
Il I campionato africano maschile di pallavolo si è svolto nel 1967 a Tunisi, in Tunisia. Al torneo hanno partecipato 4 squadre nazionali africane e la vittoria finale è andata per la prima volta alla Tunisia.

## Squadre partecipanti
- Algeria
- Guinea
- Libia
- Tunisia

## Classifica finale
| Classifica | Squadre |
| ---------- | ------- |
|            | Tunisia |
|            | Algeria |
|            | Guinea  |
| 4          | Libia   |